# (26108) 1991 LF2
A (26108) 1991 LF2 a Naprendszer kisbolygóövében található aszteroida. Eric Walter Elst fedezte fel 1991. június 6-án.